# كيندرا موريس
كيندرا موريس (بالإنجليزية: Kendra Morris)‏ هي مغنية مؤلفة ومغنية أمريكية، ولدت في 10 أبريل 1981 في لودي في الولايات المتحدة.

## وصلات خارجية
- الموقع الرسمي
- كيندرا موريس على موقع ميوزك برينز (الإنجليزية)
- كيندرا موريس على موقع أول ميوزيك (الإنجليزية)
- كيندرا موريس على موقع ديسكوغز (الإنجليزية)